# Raionul Skole, Liov
Skole (în ucraineană Сколівський район, transliterat: Skolivskîi raion) este un raion în regiunea Liov, Ucraina. Reședința sa este orașul Skole.

## Demografie
Componența lingvistică a raionului Skole
     Ucraineană (99,41%)
     Alte limbi (0,54%)
Conform recensământului din 2001, majoritatea populației raionului Skole era vorbitoare de ucraineană (99,41%), existând în minoritate și vorbitori de alte limbi.